# Porta33
PORTA33 — Associação Quebra Costas Centro de Arte Contemporânea 
Fundada no Funchal, Ilha da Madeira, em 1989. É uma associação cultural privada, sem fins lucrativos, declarada de Utilidade Pública conforme resolução do Conselho do Governo Regional da Madeira. Está sediada num edifício no centro do Funchal (número 33 da Rua do Quebra-Costas).

## Historial
A PORTA33 é um projeto de produção de arte contemporânea. Convida os artistas a realizarem exposições inéditas e, sempre que possível, a partir das vivências por eles experimentadas na Madeira. É também um projeto de divulgação. Organiza colóquios sobre o trabalho dos artistas, promove visitas guiadas às exposições em colaboração com a comunidade escolar e mantém um centro de documentação de cultura contemporânea.
Desde 2000, a PORTA33 desenvolve um programa de residências. Este programa pretende efetuar uma ligação entre os artistas convidados a residir durante um período de tempo na Madeira, e as determinantes sócio-culturais e paisagísticas locais, imprimindo uma especificidade de lugar ao trabalho produzido. O programa tem possuído uma segunda vertente: o de convite a curadores, procurando um similar resultado.
Entre 2007 e 2009, correspondendo à proposta da Coleção Madeira Corporate Services (e na sequência da sua primeira exposição realizada em 2005 na PORTA33), estiveram aqui em depósito parte significativa das obras do seu espólio. Esta proposta constituiu a natural continuação do trabalho neste campo, já desenvolvido pela PORTA33 desde 1990, onde sempre existiu lugar para apresentar as evoluções recentes do desenho.
Sendo uma instituição sem fins lucrativos, a PORTA33 mantém uma atividade lateral como galeria de arte, opção que permite estimular o colecionismo de arte contemporânea com parâmetros de qualidade. Esta atividade comercial contribuí para financiar alguns dos custos fixos da instituição.
Em 2009, por ocasião da celebração do vigésimo aniversário, a PORTA33 instituiu uma Bolsa de Estudo anual para um jovem artista nascido e residente na Região Autónoma da Madeira. Financiada pelas receitas da atividade, a Bolsa de Estudo funciona como complemento ao ensino oficial e tem como objetivo a integração do bolseiro no meio artístico.

## Missão
A PORTA33 enquanto lugar-laboratório de formação e criação visa a articulação Realização Humana-Desenvolvimento Sustentável, pelo implemento de múltiplas práticas artísticas e pedagógicas enraizadas no território e na sua comunidade. Focadas nas especificidades do Arquipélago da Madeira e das suas populações, os públicos específicos disponíveis e as necessidades locais, as nossas iniciativas, usando a memória e o potencial do lugar, têm permitido uma efetivação mais adequada do poder social, educativo e cívico das artes.
Com tais objetivos a PORTA33 fomenta o espírito crítico nas práticas que promove, aproximando pessoas de todas as áreas e idades que consolidam os laços entre os habitantes e o território em que vivem através da mais nobre das atividades a aprendizagem, educando para a cidadania, para a transformação social, para o bem-estar coletivo, colocando a dimensão artística e patrimonial ao serviço da Educação.
E a PORTA33, que sempre ocupou um lugar muito importante na cidade, é cada vez mais reconhecida como uma plataforma de afetos, de produção de conhecimento e de reflexão.” As atividades surgem assim impregnadas de elementos que denunciam a relação que cada autor mantém com o lugar que o acolhe. São criações únicas, que, fora deste contexto físico-psíquico, jamais se desenvolveriam, aprofundando o diálogo e a relação afetiva com o lugar, procurando e abrindo frestas para o florescimento de novos diálogos e novas relações. Na PORTA33, as criações individuais valem, além da sua linguagem e significado, enquanto experiência coletiva, constituindo-se como fonte de conhecimento, auto-conhecimento e inquietação. É desta forma que estamos a cumprir o nosso desígnio: através da arte e do pensamento, estabelecer vínculos orgânicos e dinâmicos com a cidade do Funchal, com resto do território, nas suas múltiplas dimensões, e com todos os seus habitantes e visitantes, sem esquecermos as pontes com o espaço continental, traduzidas em tantas iniciativas que têm migrado de cá para lá e de lá para cá, num exercício de permanente e profícuo diálogo entre as duas margens.
Em suma, formar e propagar uma consciência pulsante sobre o(s) lugar(es), nas dimensões histórica, artístico-cultural, ecológica, sociológica, filosófica e poética. Comunicar com a comunidade, fomentando, mediante um programa de atividades, um sentimento de pertença em relação ao território é um dos principais objetivos inscritos na missão assumida pela PORTA33. Uma vez mais, é de envolvimento [profundo e multiforme] que falamos, sendo nesse sentido que se desenvolve, por inteiro e firmemente, a nossa atual estratégia de atuação.
Em 2020, no Dia da Região Autónoma da Madeira, por deliberação do Governo Regional foi-lhe atribuída a Insígnia Autonómica de Distinção, que celebra as entidades de mérito ao serviço desta Região Autónoma e das suas Comunidades. Ainda em 2020, a PORTA33 foi também distinguida com o Prémio Educação Artística 2020, prémio instituído pela Direção Regional da Educação em parceria com o Conservatório — Escola Profissional de Artes da Madeira.

## Escola do Porto Santo
A 16 de Julho de 2019, o Município do Porto Santo, em protocolo de cedência de espaço municipal, cedeu a Escola Primária da Cidade Vila Baleira à PORTA33, por um prazo de 10 anos.
A Antiga Escola Primária da Vila Baleira, também conhecida como “Escola da Vila” pelos seus habitantes, projetada pelo arquiteto Raúl Chorão Ramalho, no final dos anos 50 do século XX, é um exemplo excecional na história da Arquitetura Moderna em Portugal. Distinguiu-se, à data da sua edificação, pela qualidade, inovação e autenticidade arquitetónica, pela tipologia e linguagem que contrariou os modelos-tipo do Plano de Escolas do Centenário em vigor, desafiando os campos da pedagogia na época.
A Escola é o ponto partida e núcleo de acolhimento para todas atividades propostas.
Hoje temos o objetivo de reativar; formar/desenvolver (equipes/públicos); criar; circular; tendo a arte e a cultura como base de transformação social, interligar territórios e aumentar o diálogo (inter)cultural, para que possamos numa operação crítica, reconhecer e ampliar os valores que o contexto da ilha apresenta.
A acção da PORTA33 para a Escola do Porto Santo  distingue-se por propor um projeto integrador de todas componentes de reativação e revitalização da Antiga Escola, do ponto de vista arquitetónico do edificado, mas também por ambicionar reativar o seu papel pedagógico e social no território e na comunidade.
As salas de aula da Antiga Escola, tirando partido do excelente clima local, estendem-se amplamente a pátios ora exteriores, ora cobertos por grandes palas, potenciando atividades de domínios extraordinários. A sua tipologia inovadora inspira hoje um programa-laboratório que aspira estimular a contemplação, o lúdico, a descoberta, a responsabilidade e a liberdade, promovendo a formação dos afetos, a relação com o corpo, o reconhecimento da autonomia, a capacidade de lidar com desafios, o prazer em aprender.
Todo o programa de atividades, assim como a reorganização proposta do espaço, atenta e cuida o valor identitário do edifício material e imaterial, artístico e tecnológico, pretendendo captar e preservar o seu carácter original e as memórias nele conservadas, resgatando e recuperando, sempre que possível, características desaparecidas.
A originalidade do projeto reside ainda no facto de este nascer num contexto único de uma região ultraperiférica do espaço europeu, enquanto centro artístico e interdisciplinar, que promoverá a mobilidade artística para uma zona insular, através do seu amplo programa, contrariando desigualdades e promovendo a emancipação e sinergia entre o popular e o erudito, o tradicional e o contemporâneo.
Cremos que o Porto Santo oferece e potencia ainda possibilidades únicas para a realização humana e prevemos descodificar, partilhar, trabalhar, cruzar linguagens artísticas universais e saberes locais autênticos.

## Direcção
Desde 1990, a PORTA33 é dirigida por Cecília Vieira de Freitas e Maurício Pestana Reis, seus mentores, sendo ambos responsáveis pela programação e estratégias de financiamento, promoção e demais encargos.